# Kristian Mogensen
Mogens Kristian Mogensen (født 24. februar 1926 i Roskilde, død 27. november 2003) var en dansk landsretssagfører (med møderet for Højesteret), som i en årrække var "grå eminence" i det Konservative Folkeparti.
Kristian Mogensen var bestyrelsesmedlem i en lang række store danske virksomheder, i en årrække kongehusets advokat, og stod i 1982 bag reorganiseringen af Berlingske Tidende, der på det tidspunkt var truet af konkurs.
Under rigsretssagen om Tamilsagen i 1993 var Kristian Mogensen forsvarer for Erik Ninn-Hansen.
Han var Kommandør af Dannebrog.
Han er begravet på Sorgenfri Kirkegård.